# 帕帕訥魏斯山
46°45′32″N 9°36′25″E / 46.7588841°N 9.6070058°E

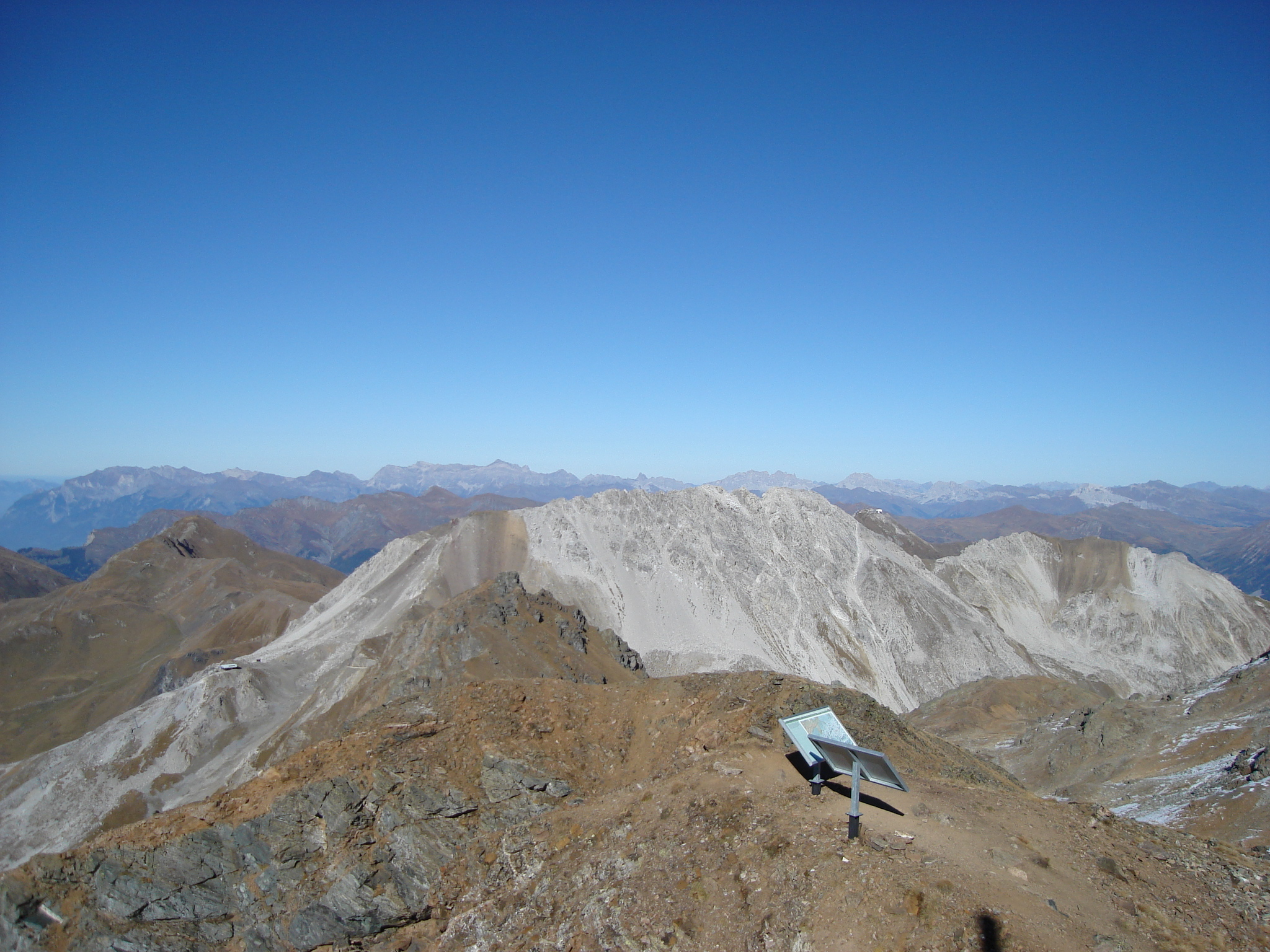

帕帕訥魏斯山（Parpaner Weisshorn），是瑞士的山峰，位於該國東南部，由格勞賓登州負責管轄，屬於普萊蘇爾阿爾卑斯山脈的一部分，距離埃爾普利山1.2公里，海拔高度2,824米。